# Resolució 1780 del Consell de Seguretat de les Nacions Unides
La Resolució 1780 del Consell de Seguretat de les Nacions Unides fou adoptada per unanimitat el 15 d'octubre de 2007. Després de recordar les resolucions 1542 (2004), 1576 (2004), 1608 (2005), 1658 (2005), 1702 (2006) i 1743 (2006) sobre la situació a Haití, el Consell va ampliar el mandat de la Missió d'Estabilització de les Nacions Unides a Haití (MINUSTAH) fins al 15 d'octubre de 2008.

## Detalls
Afirmant que la situació de seguretat a Haití havia millorat, però que restava fràgil, el Consell de Seguretat va ampliar el mandat de la MINUSTAH fins al 15 d'octubre de 2008 i va fer seves les recomanacions del Secretari General de reconfigurar la seva implementació.
També va decidir que es reduís el nivell de la força militar i augmentés el seu component policial per ajudar a la Missió a donar més suport a la Policia Nacional d'Haití a consolidar guanys de seguretat en àrees urbanes. El component militar comprendria llavors 7.060 persones, mentre que el component policial ascendia a 2.091.
A través del text, el Consell també va demanar a la MINUSTAH que ajudés al govern a seguir una gestió integral de fronteres, subratllant la necessitat d'un suport internacional coordinat en l'esforç. A més, va demanar a la Missió que ampliés el seu suport als esforços del Govern per enfortir les institucions estatals en tots els nivells, especialment els ministeris i organismes clau fora de Port-au-Prince.